# Gorgyrella
Gorgyrella és un gènere d'aranyes migalomorfes de la família Idiopidae. Es poden trobar a l'Àfrica austral i l'Àfrica oriental.
Van ser descrits per primer cop per William Frederick Purcell l'any 1902.

## Llista d'espècies
Segons The World Spider Catalog 11.5:
- Gorgyrella hirschhorni (Hewitt, 1919)
- Gorgyrella inermis Tucker, 1917
- Gorgyrella namaquensis Purcell, 1902
- Gorgyrella schreineri Purcell, 1903